# スガツネ工業
スガツネ工業株式会社（スガツネこうぎょう、Sugatsune Kogyo Co., Ltd.）は日本企業で、建築金物・家具金物・産業機器用機構部品を扱うトップメーカー。
オリジナルブランドのLAMP（ランプ）をはじめ、約3万点の製品を扱っている。創業95年以上の老舗企業。　

## 概要
- オリジナル技術「モーション デザインテック」は動きをデザインし、扉や蓋の開閉に快適で心地よい動作を提供している[4]。
- オリジナルブランド「LAMP」の名前はスガツネ工業の「常」の字を崩すと「火に吊るす」という字になることから由来している。  特に終戦直後の混乱期から、スガツネ工業の製品で僅かでも社会を明るくできたらとの願いを込めて使用するようになった[5]。
- 公式サイトはスガツネットと呼ばれ、取扱製品をはじめ、CAD・取説データ、施工例写真、動画、展示会情報、カタログ情報等、幅広い情報を発信している。  特に技術情報 / 製品情報(基礎知識・用語集)では金物をはじめとする製品の様々な知識を提供している[4]。

## モーション デザインテック
モーション デザインテックはスガツネ工業のオリジナル技術で、「動きをデザインをテクノロジー」を意味する造語である。モーション デザインテックの提供する動きの種類は6つあり、それぞれの作業環境に合った動きで扉や蓋の操作性が向上させる。
- ソフトモーション[6]
  - オリフィス構造やせん断構造を利用した機構で扉や蓋、引き出しの閉じ際・開き際のスピードを抑える。
  - 上記構造を利用したスガツネ独自のダンパー機構は「ラプコン」と呼ばれている。

- フリーストップモーション[7]
  - トルクヒンジを使用して開閉中の扉や蓋、カバーを任意の位置で止める。
  - 摩擦を利用した構造でつくられており、扉や蓋の開閉動作（物体の回転する力）によって摩擦が発生、フリーストップを機能させている。

- アシストモーション[8]
  - 圧縮バネやねじりバネを用いて重い扉や蓋、カバーの開閉を補助する。検査センターの大型の分析装置などに使用される。

- クリックモーション[9]
  - クリック機構を用いて開閉中の扉や蓋が一定の角度で仮保持する。クリックヒンジや昇降装置に使用されている動き。

- ユニークモーション[10]
  - リンク機構を使用した様々な軌跡で扉を開閉させる。扉を開ける際に手前へせり出す量を通常の扉よりも小さくできるなどスペースの確保に役立つ。
- マルチリニアモーション
  - サーっとどんな方向にも滑らかに動き、さまざまな方向の荷重を受けても滑らかにガイドします。

## ラプコン
ラプコンはソフト・スムーズ・ショックレスをコンセプトに開発されたスガツネ独自のダンパー機構。これにより扉や蓋に指を挟む心配や開閉時のバタン！という不快な音から解放された。優れた操作性と安全性で高い信頼と実績があり、ステー、ヒンジ、ドアクローザーから、格納ベッド、など、様々な部品で使われている。2017年には開発から30年を迎え、初めてラプコン搭載のスライド丁番「オリンピア」が発売された。

### ラプコン搭載 オリンピア スライド丁番 360
ラプコン初搭載のスライド丁番。国内初のダンパー5段階調節が可能で好みの操作感を実現している。
JIS規格で求められる4万回を超えた20万回の開閉テストをクリア。キャッチコピーは「丁番の頂点へ」。
グッドデザイン賞を受賞。

## 拠点
国内には大阪、名古屋など計7の支店と千葉と大阪に物流施設を持つ。他、海外（アメリカ、カナダ、イギリス、ドイツ、中国、インド、韓国）7カ国10カ所にも拠点がある。

### 事業所
- 本社 - 東京都千代田区岩本町2-9-13
- 東京本社営業部/アーキテリア事業部 - 東京都千代田区岩本町2-5-10
- 東京本社営業部/テクノフィールド事業部 - 東京都千代田区岩本町2-17-9
- 大阪支店 - 大阪府大阪市中央区内淡路町2-2-6
- 仙台営業所 - 宮城県仙台市青葉区本町1-11-1 HF仙台本町ビルディング 8F
- 北関東営業所 - 群馬県高崎市上中居町51番地1 EST900ビル 2F
- 神奈川営業所 - 神奈川県横浜市戸塚区川上町87-1 ウェルストン1 6F
- 名古屋営業所 - 愛知県名古屋市北区大曽根3-15-3
- 京都営業所 - 京都府京都市南区九条町399-27
- 福岡営業所 - 福岡県福岡市博多区博多駅南1-13-8
- 千葉工場/モーションデザインテック・ラボ - 千葉県山武市松尾町借毛本郷 679

### 倉庫、物流施設
- 物流センター(S・B・C) - 千葉県山武市松尾町富士見台 208-72
- 物流WEST(S・B・W) - 大阪府茨木市郡4-11-10

### 海外拠点
- SUGATSUNE AMERICA, INC.
- SUGATSUNE CANADA, INC.
- SUGATSUNE KOGYO (UK)
- SUGATSUNE EUROPE
- SUGATSUNE SHANGHAI CO.,LTD.
- SUGATSUNE KOGYO INDIA  PRIVATE LIMITED
- SUGATSUNE KOREA CO.,LTD.

## 沿革
出典は、スガツネ工業「発展の歩み」による。
- 1930年
  - 創業者 菅佐原 常三郎により「スガツネ商店」として東京・神田江川町5番地(現・東神田)で創業。当時は珍しかった欧風家具金物を販売する。社名は創業当時からカタカナ書きだった。
- 1934年
  - 神田豊島町2番地8（現・東京都千代田区東神田1-8-11）に移転。
- 1943年
  - 社名を「スガツネ工業株式会社」と改める。資本金18万円。業平工場開設。終戦まで通信機器関係付属金物を製造。
- 1945年
  - 空襲により神田豊島町（現・東神田）の社屋消失。東京・千住緑町に新工場を移設。東京工場として稼動を開始。
- 1946年
  - 神田豊島町（現・東神田）の焼跡に新社屋を建設。
- 1949年
  - 家具金物、建築金物の製造を開始。全国の主要家具メーカーと取引を行う。椅子金物を米国に輸出、初の海外取引となった。
- 1955年
  - 皇太子（現・天皇）の成婚に際し、御所に高級特殊金物を納入。
- 1966年
  - 東京工場を増築。金属家具生産の合理化を目的にプロジェクション溶接機を輸入配備。米国有名家具メーカー製品の国内製造を開始する。
- 1968年
  - 資本金を5,000万円に増資。新大橋営業所を東京工場(東京都足立区)敷地内に移し、足立営業所が誕生。
- 1969年
  - 千葉県松尾町工業団地に千葉工場を建設。量産体制が整う。サロンファニチャーシリーズの生産を開始。
- 1972年
  - ワンタッチドアーホルダーの国際特許の許可が主要12カ国でおりる。
- 1973年
  - 資本金を1億円に増資。菅佐原 博が新社長に就任、創業社長は会長に就任する。
- 1975年
  - 大阪営業所(現 大阪支店)を開設。関西地区の販売が強化される。
- 1980年
  - 創業50周年記念として、東京・サンケイホールで大展示会を行う。
- 1982年
  - 千葉工場敷地内に床面積4,026m2／1,220坪の物流センター(S・B・C)が完成。流通の拠点となる。米国に現地法人スガツネアメリカを設立。
- 1985年
  - 新本社ビルが完成。大阪営業所にショールームを新設。設計部門にCAD/CAMを導入。
- 1987年
  - 物流センターのコンピュータが本格稼動。オリジナルダンパー機構“ラプコン”を開発。
- 1988年
  - “ラプコン”搭載商品、第１号としてトールマンを発表。
- 1989年
  - 本社、ショールーム、S・B・C、大阪をオンライン化。受注・発注・在庫・納期管理を行う。トールマン、SDSステーがグッドデザイン選定商品に選ばれる。
- 1990年
  - 創業60周年記念として東京・新宿NSビル、大阪・マイドームおおさかで総合大展示会を行い、国内外の顧客多数を招待。資本金4億円に増資。
- 1991年
  - 足立事業所の社屋を拡張し、ショールームを新設。ドアクローザー、KXキャスターがグッドデザイン選定商品に選ばれる。
- 1992年
  - 取締役社長 菅佐原 博、藍綬褒章受章。近代設備の新・物流センター(S・B・C)が完成。(床面積8,884m2/2,692坪)創業者 菅佐原 常三郎 死去(89歳)。
- 1996年
  - インターネットホ−ムページ開設。
- 1997年
  - スガツネディスプレーカー完成、各地巡回。新社屋本社3号館が完成。
- 1998年
  - 取締役社長 菅佐原 博、勲五等・瑞宝章受章。千葉工場敷地内にテクニカルセンター完成。第1回学生デザインコンペティション「スガツネ工房21」を行う。名古屋営業所を開設。ISO9001審査登録。
- 1999年
  - 菅佐原 道夫が新社長に就任、前社長 菅佐原 博は 会長に就任する。
- 2000年
  - 創業70周年。東京・国際フォーラム、大阪・サンライズビル、名古屋・ナディアパークで21世紀に向けての新製品展示会を行う。第2回学生デザインコンペティション「スガツネ工房21」を行う。
- 2002年
  - 大阪支店を中央区に移転。ISO14001審査登録（千葉工場及び物流センター）
- 2003年
  - 東京・国際フォーラム、大阪・マイドームおおさかで新製品発表会を行いスガツネのフラッグシップブランド「Zwei L」ツヴァイルシリーズを発表。第3回学生デザインコンペティション「スガツネ工房21」を行う。
- 2004年
  - 仙台、福岡営業所を開設。中国の上海に事務所、ショールームを設立。
- 2005年
  - 福岡、仙台で新製品発表会を行う。東京都千代田区岩本町2-5-10に業界最大のショールームを開設し、東京・大阪新ショールームオープン記念展示会を行う。英国に現地法人スガツネ工業(UK)を設立、中国の上海事務所を現地法人スガツネ上海とする。
- 2006年
  - 菅佐原 純が新社長に就任。前社長 菅佐原 道夫は会長に就任する。名古屋にショールームを開設し、ショールームオープン記念展示会を行う。新社屋 本社4号館、5号館完成。
- 2007年
  - 物流センター（S・B・C）に新棟が完成。（床面積7,413m2/2,246坪）名古屋営業所を中区から北区に移転。広島、金沢で新製品発表会を行う。
- 2008年
  - 東京・大阪・名古屋ショールームで新作発表会を行う。
- 2009年
  - 「動きの感触」や「取り付け・調整」、「開閉角度・軌跡」を統合制御する技術「モーション デザインテック」発表。
- 2010年
  - 創業80周年。東京・大阪・名古屋ショールームで80th Anniversary 新作発表会を行う。
- 2011年
  - 神奈川営業所を開設。福岡営業所を移転、ショールームを開設し、ショールームオープン記念展示会を行う。スガツネアメリカのシカゴオフィス、ショールーム開設。
- 2012年
  - 京都営業所を開設。
- 2013年
  - 神奈川営業所を戸塚に移転。 京都にショールームを開設し、ショールームオープン記念展示会を行う。スガツネ上海 広州支社を開設。
- 2014年
  - リフトアシストダンパー LAD®型、重量用ワンタッチスライド丁番 J95、360スライド丁番 [オリンピア] がグッドデザイン選定商品に選ばれる。
- 2015年
  - 創業85周年。東京・大阪・名古屋ショールームでショールームリニューアル記念 新製品発表会を行う。インドに現地法人スガツネインド、ムンバイショールームを設立。西日本拠点 物流WEST（S・B・W）が完成。
- 2016年
  - スガツネアメリカ シカゴ支社・ショールームを移転。ドイツに現地法人スガツネヨーロッパ、カナダに現地法人スガツネカナダを設立。モノフラット リンクスヒンジLIN-X1000型がグッドデザイン選定商品に選ばれる。
- 2017年
  - ダンパー内蔵スライド丁番「オリンピア」を発売。ラプコンが開発から30年を迎える。
- 2018年
  - スガツネ工業(UK)を移転。東京・大阪・名古屋で新製品発表会 スガツネ博を行う。全国13ヵ所で新製品発表会を行う。スガツネヨーロッパ、デュッセルドルフにショールームを開設。
- 2019年
  - 北関東営業所を開設。LDD-V100型がレッド・ドット賞、iFデザインアワードを受賞。
  - 新本社ビル 完成。
  - 上海オフィス、ショールームを移転。
- 2021年
  - アシストトルクヒンジ HG-TLAJ型（100°開き）、HG-TAWJ型がグッドデザイン賞を受賞。
- 2022年
  - 韓国に現地法人スガツネコリアを設立。
- 2023年
  - 東京ショールーム 金物通りANNEXを開設。